# Зонтик

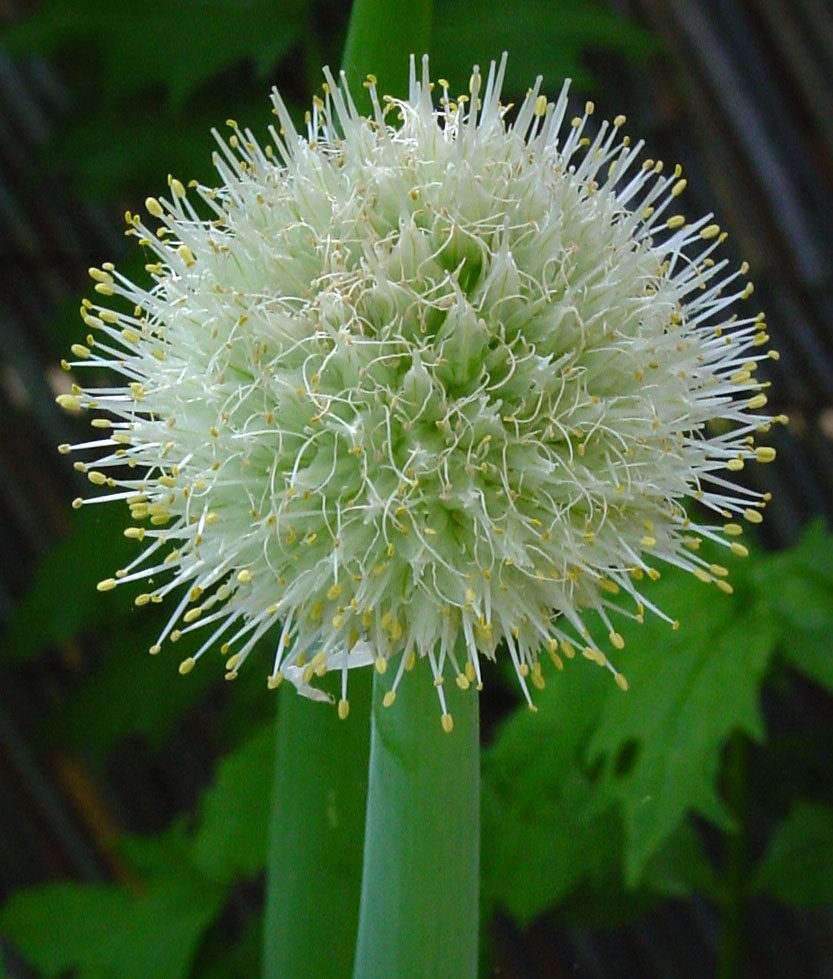
Суцвіття цибулі городньої — простий зонтик.

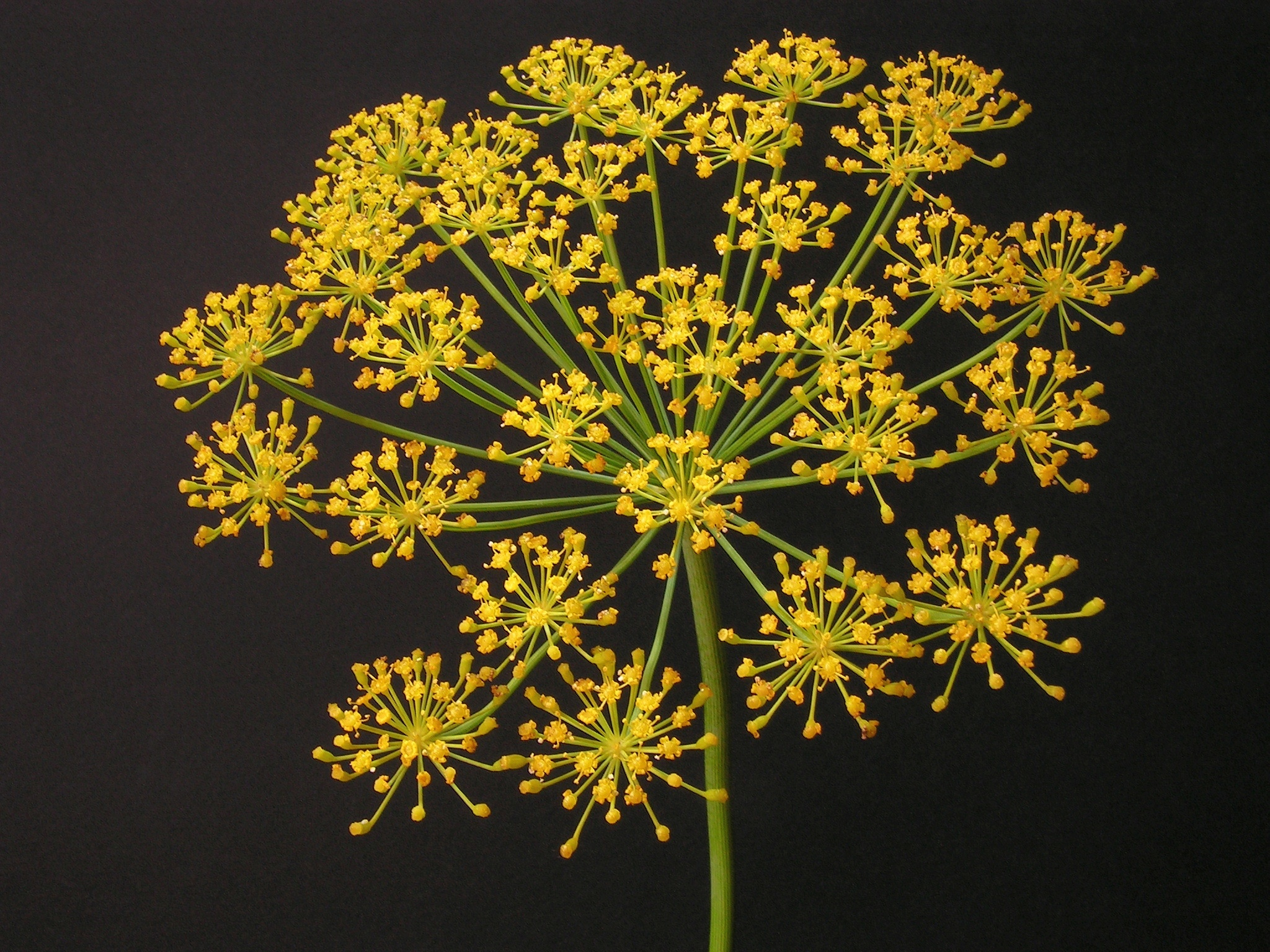
Кріп, як і всі окружкові, має суцвіття типу «складний зонтик».

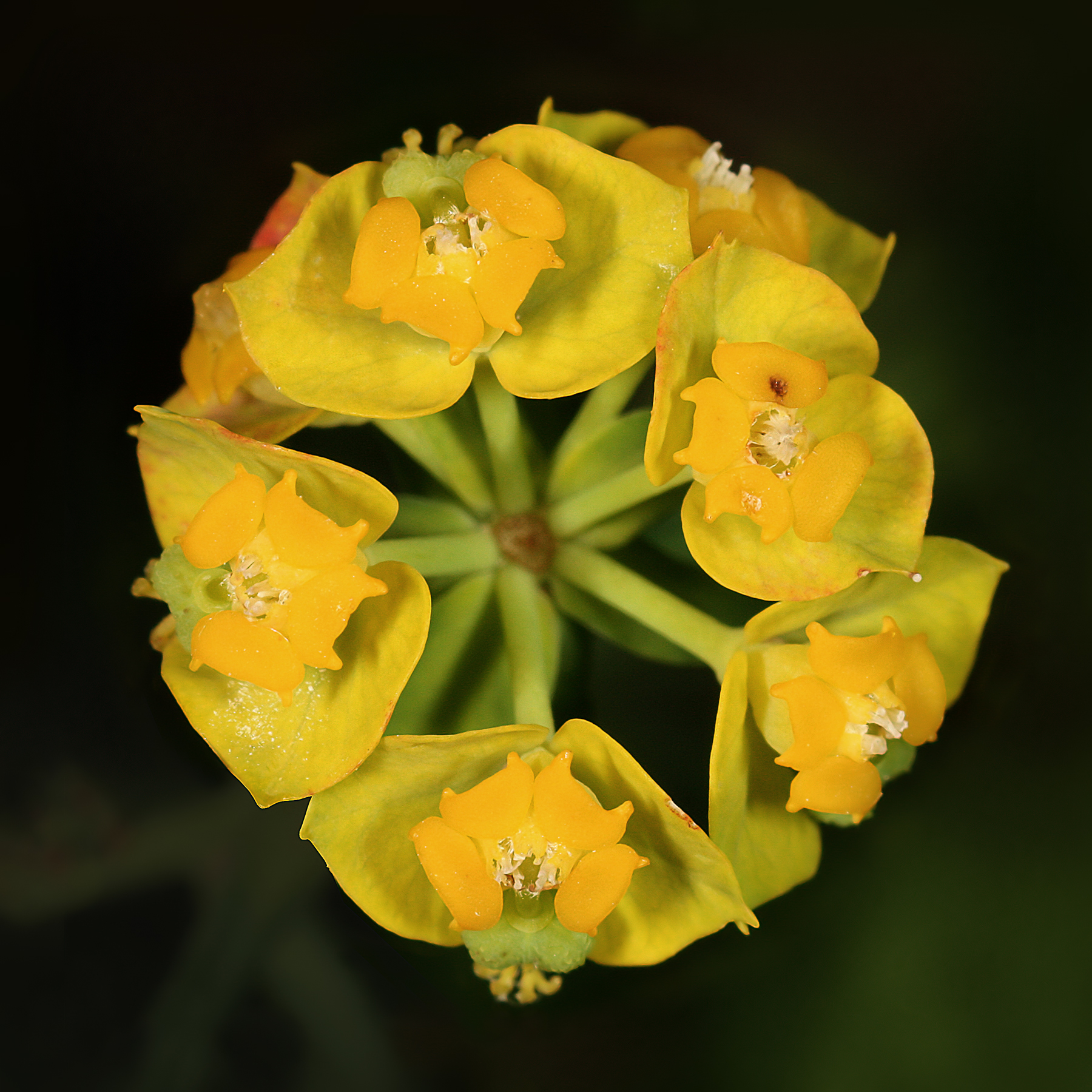
Агрегатне суцвіття молочаю кипарисового, в якому прості суцвіття-ціатії в оточенні зеленкуватих покривалець, зібрані в складний зонтик. Добре видно його головну ознаку — промені однакової довжини.

Зо́нтик, іноді парасо́лька[відсутнє в джерелі] (лат. umbrella) — тип ботричного суцвіття з укороченою віссю, на якій на довгих променях однакової довжини розташовані квітки або дрібніші парціальні суцвіття. Внаслідок такої будови зонтика сукупність квіток у ньому просторово утворює напівсферу чи сферу. Саме тим, що своєю формою цей тип суцвіть нагадує парасолю, зумовлена і його назва, що походить від нід. zonnedoek, zondek — «навіс від сонця». Вперше цей термін у ботаніці почали використовувати у 1590-х роках.

## Опис
Філогенетично зонтик походить від китиці, у якої розташування елементів таке саме, але вони рівномірно розподілені по всій видовженій головній осі суцвіття. Натомість у зонтику міжвузля, притаманні китиці, редуковані, а головна вісь суцвіття фактично зведена до однієї точки. Промені, що виходять з неї, морфологічно можна тлумачити по-різному: в зонтиках різних рослин це можуть бути або квітконіжки, або осі бічних суцвіть. Залежно від того, який елемент у зонтику є кінцевим, вирізняють два його підтипи:
- про́сти́й зо́нтик — від головної осі суцвіття відходять розвинуті квітконіжки, що несуть окремі квітки;
- складни́й зо́нтик — від головної осі суцвіття відходять бічні осі другого порядку, що несуть дрібніші парціальні суцвіття. Цей підтип може мати ще складнішу будову, коли на кінцях осей другого порядку розташовані осі третього порядку, а вже на їхніх кінцях знаходяться окремі квітки. Прості суцвіття другого і третього порядку, що утворюють складний зонтик, називають зо́нтичками (лат. umbellula)[2].

| |  |  |
| Порівняльні схеми різних суцвіть (зліва направо): 1) китиця — тип суцвіття, що еволюційно передує зонтику; 2) простий зонтик; 3) складний зонтик. |  |  |

В свою чергу, зонтики можуть входити до складу складних суцвіть інших типів, що їх прийнято називати агрегатними (мішаними). Таким прикладом є волоть зонтиків, притаманна араліям. В ній дрібні зонтики зібрані у велику за розміром волоть. Протилежний приклад — зонтик циатіїв, притаманний деяким молочаям, зокрема молочаю узбережному. В ньому дрібні малоквіткові суцвіття-циатії, навпаки, зібрані у більший за розміром складний зонтик. Цікавий приклад являють суцвіття деяких шавлій та шоломниць: зовні схожі на китицю, вони складаються з окремих несправжніх мутовок, які прийнято називати напівзонтиками. Попри термінологічну співзвучність такі суцвіття за своєю будовою до справжніх зонтиків не належать.
Окрім основних елементів — квіток і парціальних суцвіть — зонтики відрізняються і характером розташування приквітків. У простих зонтиках приквітки розташовані колом при основі квітконіжок. Їх може бути від одного (в цьому випадку такий приквіток називають покривало) до кількох. У складному зонтику листочки, розташовані на головній осі суцвіття при основі бічних променів, називають приквітками (покривалом), а листочки, розташовані на бічних осях при основі квіток, — приквітничками (покривальцями). Далеко не завжди у складному зонтику присутні приквітки і приквітнички одночасно, іноді є лише ті або інші. Бувають складні зонтики взагалі без покривних (приквіткових) листочків.

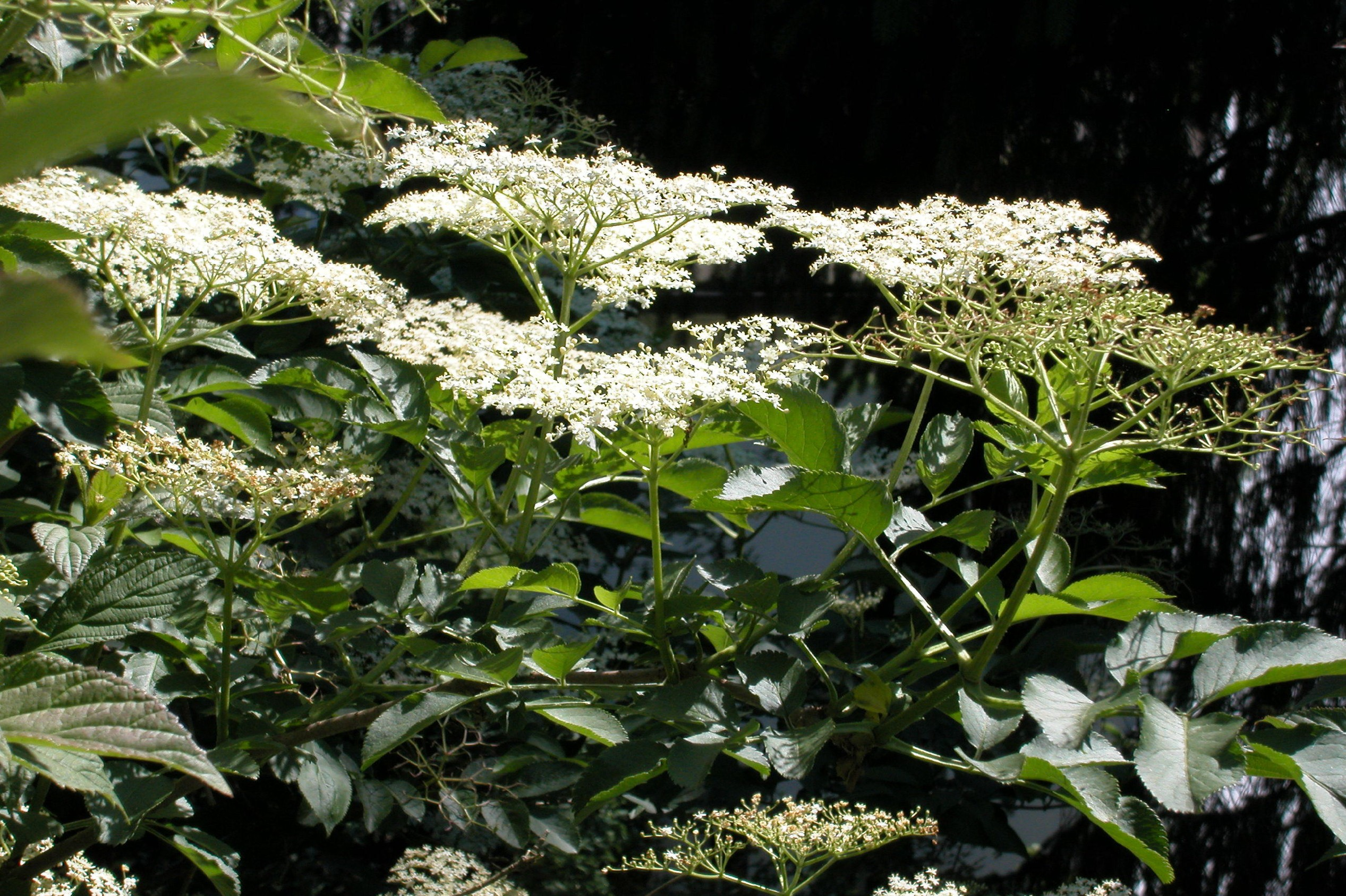
У щитках бузини чорної всі квітки розташовані в одній площині.

Оскільки в усіх ботричних суцвіттях квітки розкриваються у послідовності від нижніх до верхніх, цей порядок зберігається і в зонтиках. Через те, що в зонтику нижнім квіткам відповідають периферичні, а верхнім — центральні, то і розкриття їх відбувається від краю до середини суцвіття.
Хоча зонтики за своєю будовою добре вирізняються з поміж інших типів суцвіть, їх інколи плутають зі щитками. Головна відмінність щитка від зонтика полягає в тому, що у нього всі квітки розташовані в одній площині, в той час як у зонтика вони розташовані на однаковій відстані від центру, але сферично чи напівсферично. Щиток еволюційно виник пізніше зонтика і є його похідною.

## Поширення
Загалом зонтик як тип суцвіть поширений у царстві рослин, але різні його підтипи трапляються з різною частотою. Простий зонтик притаманний відносно невеликому числу видів. Прикладами рослин з простими зонтиками можуть бути вишні, первоцвіти, женьшень, цибуля і сусак звичайний, чий латинський епітет «umbellatus» прямо вказує на будову його суцвіть. Значно поширенішими є складні зонтики. Перш за все вони притаманні усьому розмаїттю рослин з родини Окружкових, про що свідчить синонімічна назва цього великого таксона — Зонтичні.